# Église Saint-Martin d'Ineuil
L'église Saint-Martin est une église catholique située sur la commune d'Ineuil, dans le département du Cher, en France. Elle est classée monument historique par la liste de 1862.

## Histoire
L'église a été bâtie vers 1160-1170 et rebâtie au milieu du XIIIe siècle : le chœur et le transept surmonté d’une tour centrale datent du milieu du XIIe siècle, la nef et la façade occidentale ont été reconstruites au XIIIe siècle. Elle a été restaurée vers 1880. En 1907, d'autres travaux de restauration sur l’église  sont menés par l'architecte Georges Darcy.

## Description
La nef réédifiée au XIIIe siècle est plus étroites ; les croisillons ont alors été remaniés et les passages berrichons ont été transformés : au lieu de faire communiquer le transept avec la nef, sont devenus des couloirs et conduisent l’un à la chaire, et l’autre à l’escalier du clocher.
Du transept partent deux absidioles en hémicycle. L’abside est de forme circulaire à l’intérieur et polygonale à l’extérieur. Elle est reliée aux absidioles par deux segments de cercle qui enferment des petites salles appelées aussi « secretaria » ; celle du sud sert de sacristie.
L’église possède une rare coupole sur pendentifs et un très beau chapiteau représentant saint Éloi, tenant d'une main une pince, de l’autre un marteau ; à côté, une figure, sans doute un ange, paraît sortir d'une gloire.

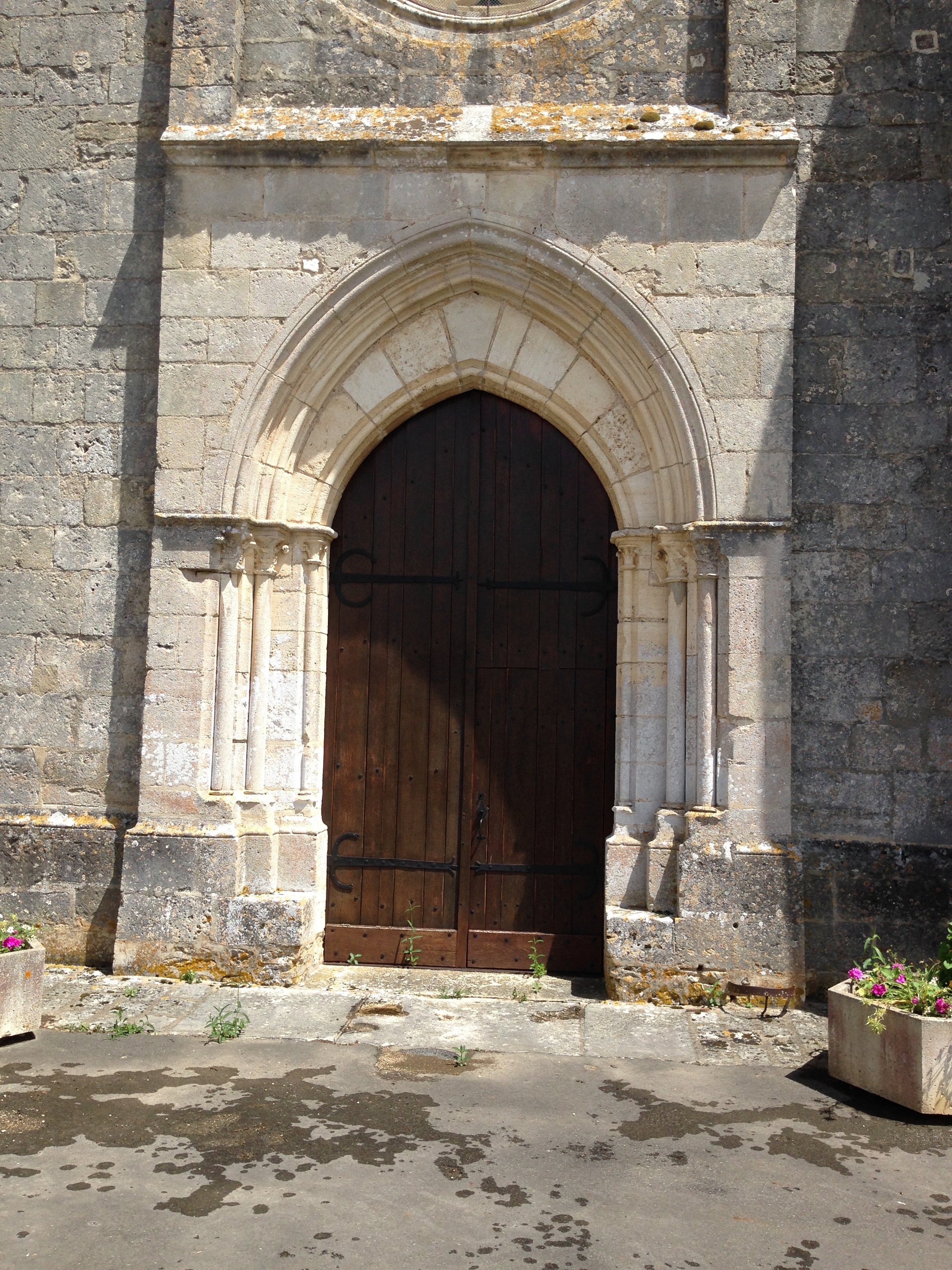
Portail de l'église.
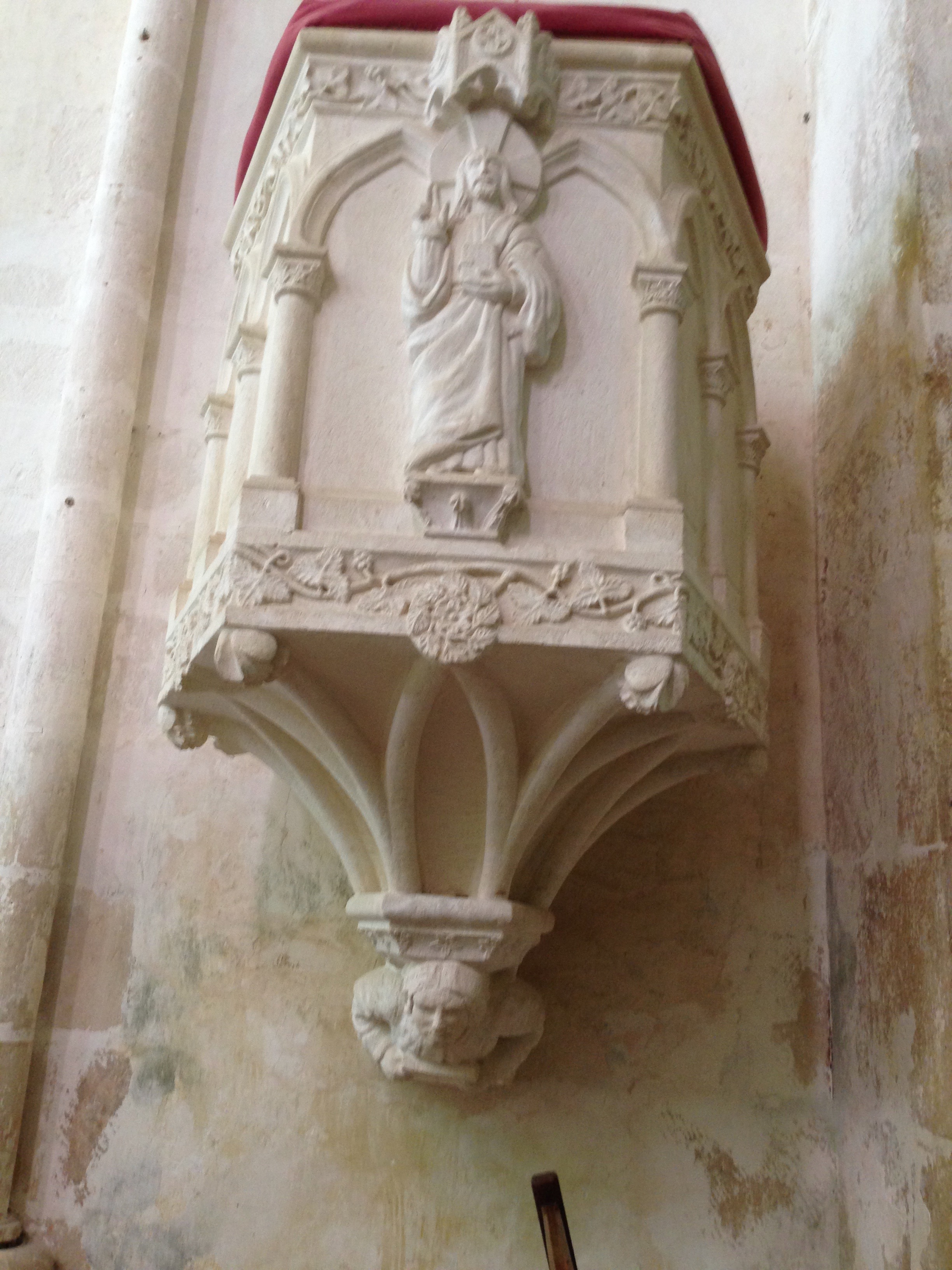
Chaire à prêcher.
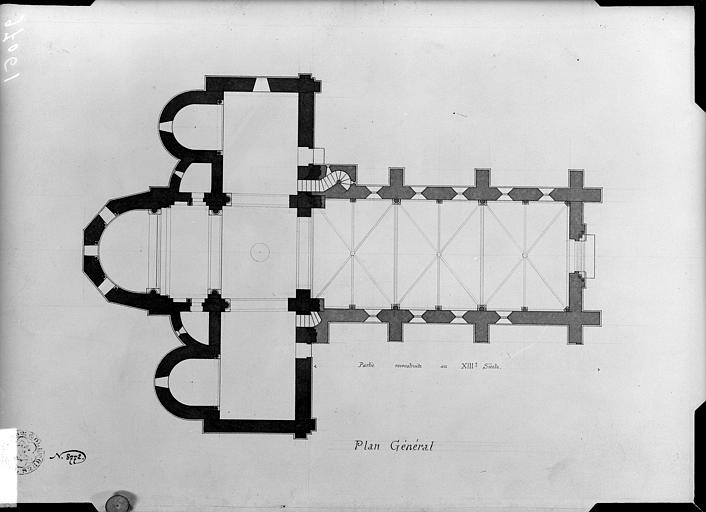
Plan de l'église.